# Merkenstraße (metropolitana di Amburgo)
Merkenstraße è una fermata della metropolitana di Amburgo, sulla linea U2.
Si tratta di una stazione sotterranea, situata nel quartiere di Hamburg-Mitte ed è stata inaugurata il 31 maggio 1970.